# И котката е хищник
„И котката е хищник“ (на френски: Les Félins) е френски трилър, мистерия от 1964 г. на френския кинорежисьор Рене Клеман, с участието на Ален Делон, Лола Олбрайт и Джейн Фонда.

## Сюжет
Внимание:  Текстът по-долу разкрива сюжета на произведението (или части от него)!
В Монте Карло, красивия Марк, избягва от американски гангстери, на които е наредено да го убият от шефа на бандата в Ню Йорк, тъй като той е имал връзка със съпругата на шефа. Марк се крие в мисия за бедни, където Барбара, богата вдовица, го намира и го наема като свой шофьор.
В замъка на Барбара, Мелинда, племенницата на Барбара, се влюбва в него. Марк открива, че Барбара крие любимия си Винсент в тайни стаи и коридори на замъка. Тя и Винсент (банков обирджия, издирван от полицията за убийството на съпруга на Барбара) планират да убият Марк, за да може Винсент да използва неговия паспорта при планираното им бягство в Южна Америка. Марк и Барбара обаче започват афера, но са открити от Винсент, който убива Барбара, но също така е убит от американските гангстери, които го бъркат с Марк.
Марк и Мелинда планират да изхвърлят двете тела, но когато Мелинда научава, че Марк планира след това да си тръгне без нея, тя подвежда полицията да повярва, че Марк е виновен и го принуждава да се скрие в тайните стаи на замъка. Той е нейният затворник, точно както Винсент е бил на нейната леля.

## В ролите
| Изпълнител    | Роля             |
| ------------- | ---------------- |
| Ален Делон    | Марк             |
| Лола Олбрайт  | Барбара          |
| Джейн Фонда   | Мелинда          |
| Карл Стюдер   | Лофтус           |
| Сорел Бук     | Хари             |
| Андре Умански | Винсент          |
| Артър Хауърд  | Отец Нилсън      |
| Джордж Гейнс  | шеф на мафиозите |